# 神州Online
《神州Online》，由臺灣宇奧科技(後併入宇峻奧汀)開發的2D大型多人線上角色扮演遊戲（MMORPG），是早期臺灣的自製線上遊戲之一，2002年起營運至今2025年已達23年，是同時期至今唯一仍在營運的臺灣線上遊戲。

## 玩法

### 職業
- 勇士出身於「山林地訓練營」，擅於近身肉搏戰的職業，為武神後世傳人。能使用劍、刀、斧、錘、槍、棍等兵器，可穿戴所有的重裝防具，還能夠雙手持武器，或裝備盾牌（唯一能裝備盾牌的職業）。不過勇士完全不精通法術。
- 劍俠出身於「葬劍崖護法院」，專精劍技、御氣之術，為劍仙後世弟子。劍俠無法裝備盾牌、重甲，但是與勇士一樣能夠雙手持武器。劍俠在劍術方面的造詣超越勇士，而且能學習基本的仙術和佛法。
- 術者出身於「黑水潭地龍穴」，專修奇門遁甲，擅用暗器、蠱毒，為龍女後代傳人。術士無法裝備盾牌、重甲，也無法雙手持武器，而且近身武器只能使用劍、刀、棍、槍，但在暗器的造詣凌駕所有職業。
- 道人出身於「紫霞山養心觀」，專修道家仙術，擅長施展攻擊性法術，為天師後代傳人。道士只能使用基本的劍、刀、棍等武器，無法裝備重甲，但能夠施展出威力強大的法術，可惜不擅長近身肉搏。
- 僧侶出身於「踏雲頂梵天寺」，精通佛法，擅長治療、防護、輔助性法術，為活佛後世傳人。僧侶只能使用基本的劍、刀、棍等武器，無法裝備重甲，但是長年的修練使僧侶擁有強健的體魄，所以在近身作戰的表現也不遜色。

## 外部連結
- 神州Online臺灣官方網站 （页面存档备份，存于）